# 久里実験漫画工房
久里実験漫画工房（くりじっけんまんがこうぼう）は、かつて存在した日本のアニメ制作会社。創業者は久里洋二。

## 略歴
1958年、読売新聞社会部の嘱託としてカット製作に従事するかたわら、自身のアトリエ「久里実験漫画工房」を設立し、『久里洋二漫画集』を自費出版。久里洋二は用紙や製本素材選び、印刷業者・製本業者への搬入、配本をすべてひとりで行った。久里は同作で第4回文藝春秋漫画賞を受賞した。
1960年、「久里実験漫画工房映画部」を設立し、アニメーションの自主制作を開始。映画祭への出品や、テレビ番組・テレビCMなどへの提供を数多く行い、多数の賞を受賞した（後述）。1971年、久里には日本アニメーション協会の設立メンバーとなる。

## アニメ作品
下記のいくつかはDVD「久里洋二作品集」（ジェネオン・エンタテインメント 2002年）のほか、鯖江市「まなべの館」の常設展示で見ることができる。

### 映画祭出品作品など
- 二匹のサンマ（白黒版：1960年 カラー版：1968年）
- ファッション（1960年）
- 切手の幻想（1960年）
- 人間動物園（1962年）
- LOVE（1963年）
- ゼロの発見（1963年）
- あっちはこっち（1963年）
- 軌跡（1963年）
- ザ・ボタン（1963年）
- 椅子（1964年）
- AOS（1964年）
- 男と女と犬（1964年）
- 隣の野郎（1965年）
- 窓（1965年）
- 殺人狂時代（オリジナル版：1965年 海外版：1967年）
- さむらい（1966年）
- 部屋（1967年）
- 花（1967年）
- あなたはなにを考えているの（1967年）
- ケメ子のLOVE（1968年）
- G線上の悲劇（1969年）
- 世界はわがもの（1969年）
- 寄生虫の一夜（1972年）
- ザ・バスルーム（1972年）
- IMUS（1973年）
- POP（1974年）
- 木の上の生活（1974年）
- フロイトの木（1974年）
- 人口爆発（1976年）
- 進化（1976年）
- MANGA（1977年）

### 『みんなのうた』への映像提供
久里は日本放送協会（NHK）のテレビ番組『みんなのうた』の楽曲映像を、放送開始当初から1970年代前半まで多く手掛けた。
無印は映像がNHKに現存する曲。▲は映像現存が確認されていない曲。△は映像資料が現存しないが、水星社編集の『みんなのうた』楽譜集（音楽之友社）に映像の一部が掲載されている曲。
- 1.プンプンポルカ / 芦野宏
- 2.熊ちゃんのピクニック（英語版） / ボニージャックス▲
- 3.赤鼻のトナカイ / ペギー葉山、東京放送児童合唱団▲
- 4.たなをつくりましょう / ヴォーチェ・アンジェリカ、中原美紗緒▲
- 5.きれいな帽子 / 芦野宏▲
- 6.ピノキオの歌 / 楠トシエ△
- 7.気のいいあひる / ボニージャックス△
- 8.一・二・三… / 楠トシエ△
- 9.デビークロケットの歌 / 弘田三枝子△
- 10.サンタはどこにいる? / スリーグレイセス▲
- 11.クラリネットこわしちゃった / ダークダックス
- 12.キャンプ料理 / ダークダックス△
- 13.トンチあそび / 天地総子、東京放送児童合唱団△
- 14.お猿と鏡 / 天地総子、フレーベル少年合唱団△
- 15.ひげのお医者さん / ボニージャックス△
- 16.でか ちび のっぽ / 諏訪マリー、東京放送児童合唱団▲
- 17.五匹のこぶたとチャールストン / 東京放送児童合唱団
- 18.陽気にうたえば / ボニージャックス
- 19.たのしいね / ヴォーチェ・アンジェリカ、杉並児童合唱団
- 20.はさみとぎ / 友竹正則、杉並児童合唱団
- 21.フリッパー / 西六郷少年少女合唱団▲
- 22.すてきな夢を / 弘田三枝子、東京放送児童合唱団▲
- 23.早口ことばのうた / ボニージャックス△
- 24.あわて床屋 / ボニージャックス▲
- 25.ちびっこカウボーイ / 弘田三枝子、ひばり児童合唱団
- 26.ママとゴーゴー / 弘田三枝子、杉並児童合唱団▲
- 27.がちょうのおばさん / ダークダックス▲
- 28.怪獣がやってくる / 弘田三枝子、みすず児童合唱団
- 29.アマリリス / 弘田三枝子、シンギングエンジェルス
- 30.山寺の和尚さん / ボニージャックス▲
- 31.鬼のねがい / 友竹正則、みすず児童合唱団
- 32.あそぼうよ / ピンキーとキラーズ▲
- 33.森の熊さん / ダークダックス
- 34.洗濯ジャブジャブ / ダークダックス
- 35.カッパのクィクォクァ / 一谷伸江、デューク・エイセス
- 36.われわれは宇宙人だ! / らいふ

### その他のアニメーション作品
- 11PM（日本テレビ系列、1966年 - 1982年）[5] - 月曜日恒例の短編アニメコーナー「久里洋二のミニミニアニメーション」を担当[6]。
- ひょっこりひょうたん島（NHK総合テレビジョン、1964年 - 1969年、1991年 - 1992年、1991年 - 1993年、1996年） - タイトルシークェンス[6]
- 日本万国博覧会 化学工業館・電力館 外壁アニメーション（1970年）

### 他の人が作ったアニメーション（久里洋二ない）
- Kiss Kiss Kiss（1964年、横尾忠則作品）
- アンソロジー No.1（1964年、横尾忠則作品）
- 殺人 MURDER（1964年、和田誠作品）
- 仮面のマリオネットたち（1965年、田名網敬一作品）

## 関連人物
- 久里洋二
- 和田誠
- 柳原良平
- 横尾忠則
- 宇野亜喜良
- 伊坂芳太良